# Villa Romana (Firenze)
Villa Romana è una residenza tedesca per artisti con sede a Firenze.
Il soggiorno dei vincitori del Premio Villa Romana e di artisti ospiti internazionali, insieme al vasto programma di mostre ed eventi pubblici, fanno della villa un centro di produzione d'arte contemporanea e di scambio internazionale.

## La villa
L'edificio di Villa Romana presenta un'architettura neoclassica, databile intorno al 1850. Deve il suo nome alla via sulla quale la villa sorge, all'epoca "via Romana" (oggi "via Senese").

### Fondazione
Villa Romana, la più antica residenza tedesca per artisti con sede all'estero, fu fondata all'inizio del 1905. Promotore dell’iniziativa fu lo scultore, pittore e grafico simbolista Max Klinger, allora vicepresidente del Deutscher Künstlerbund ("Lega tedesca degli artisti").
Klinger nutriva il desiderio di fondare in Italia una casa comune per artisti tedeschi almeno dal 1889, all’epoca del suo soggiorno a Firenze con l’amico e collega Karl Stauffer-Bern: Nella città che era stata scenario del rinnovamento artistico del XV secolo, voleva creare una dimora e un punto di riferimento stabile per artisti tedeschi. Quando nel 1903 fu fondato il Deutscher Künstlerbund a Weimar, Max Klinger, in qualità di uno dei suo vicepresidenti, portò avanti la proposta di installare a Firenze la tanto desiderata residenza: "Ad artisti talentuosi dev’essere data la possibilità di lavorare per un certo periodo in tranquillità e immersi in un paesaggio gradevole. Non si tratta di istituire né una scuola per dilettanti né un ricovero per squattrinati." Due anni più tardi, durante la seduta dell’associazione il 12 gennaio 1905, la proposta fu approvata e si convenne di mandare Klinger a Firenze accompagnato dall'editore di Lipsia Georg Hirzel, in cerca di una sede idonea per la nuova istituzione.

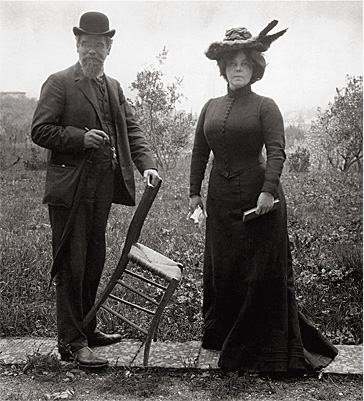
Max Klinger ed Elsa Asanijeff nel giardino di Villa Romana, aprile 1905.
Archivio Villa Romana, Firenze

Il 24 marzo 1905 partirono entrambi, seguiti dalla compagna di Klinger Elsa Asenijeff e da altri amici, verso la città dell'Arno e nel corso di poche settimane entrarono in possesso di una villa neoclassica a sud della città, poco lontana da Porta Romana. Per l’occasione, il 4 aprile Klinger telegrafò al collezionista e mecenate Harry Graf Kessler a Londra la seguente notizia: "Diventato oggi proprietario Villa Romana Firenze".
Nello spirito del Deutscher Künstlerbund, che era stato fondato da artisti progressisti per difendersi dall'accademismo imperiale, Villa Romana non è mai stata un'istituzione statale, ma si è sempre riconosciuta come iniziativa di artisti indipendenti.
Nonostante si fosse stabilito di prendere la villa in affitto, l’immobile venne immediatamente acquistato, decisione che in futuro si rivelò lungimirante. All'acquisto della villa seguì infatti, il 16 dicembre 1906, la nascita dell'associazione Villa Romana e.V. come suo ente promotore (di cui Max Klinger divenne il primo presidente), il cui distacco dal Deutscher Künstlerbund garantì già dai primi anni l'ottenimento di ingenti donazioni. Inoltre, la ripresa delle attività della villa dopo le interruzioni e le confische avvenute durante le due guerre mondiali, non sarebbe stata possibile se la casa non fosse appartenuta all'associazione Villa Romana e.V.
A metà giugno 1905, il Deutscher Künstlerbund nominò i primi vincitori del Premio Villa Romana, per lo più esponenti delle secessioni di Vienna, Monaco e Berlino: Gustav Klimt, Thomas Theodor Heine, Fritz Erler, Georg Kolbe, Henry van de Velde, Ulrich Hübner e Kurt Tuch. Tra questi, solo Kurt Tuch, Georg Kolbe e Ulrich Hübner poterono accettare il premio ed entrarono, nell'autunno del 1905, come primi borsisti a Villa Romana. L'anno successivo vi risiedettero, tra gli altri, il giovane Max Beckmann - il cui famoso autoritratto in abito nero con sigaretta e il paesaggio fiorentino sullo sfondo (oggi alla Kunsthalle di Amburgo) risale al suo soggiorno nella villa - e le prime borsiste, Dora Hitz e Käthe Kollwitz.
Parallelamente all'attività artistica negli atelier, gli ospiti dovevano collaborare ai lavori di ristrutturazione, arredamento e amministrazione della casa. Vivevano sotto la guida del primo direttore a tempo pieno della villa, il teologo ed ex politico della SPD, Theodor Wächter.

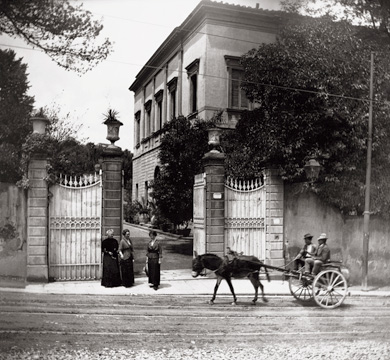
La pittrice Maria Caspar-Filser con famiglia davanti a Villa Romana, 1914. Archivio Haus-Caspar-Filser, Brannenburg

Nel frattempo giungeva dalla Germania il sostegno economico dei primi finanziatori e mecenati dell'istituzione: Eduard Arnhold (che finanziò anche Villa Böcklin a Fiesole e Villa Massimo a Roma), Adolf vom Rath ed Erich Schulz-Schomburgk della Deutsche Bank. Max Klinger stesso si occupò a distanza, da Lipsia, degli sviluppi del suo progetto più amato, fino alla sua morte nel 1920.

### Durante le due guerre
Con lo scoppio della prima guerra mondiale, i borsisti dovettero prestare servizio militare in Germania. La villa fu ceduta dal direttore Theodor Wächter alla Croce rossa italiana e convertita in un ospedale militare. Finita la guerra, lo Stato italiano confiscò l'immobile in quanto proprietà nemica, e solo nel 1925, dopo numerosi sforzi (tra cui una petizione presentata allo stesso Mussolini), la residenza fu riconsegnata all'associazione Villa Romana e.V.
Dopo una pausa di oltre dieci anni nella vita artistica della villa, nel 1928 lo scultore sassone Gerhard Sacks si trasferì come borsista in via Senese, seguito, un anno più tardi, dal pittore di Colonia Joseph Fassbender, che diventerà uno dei maggiori esponenti della scena artistica renana del secondo dopoguerra.
Durante gli anni del nazionalsocialismo, l’associazione Villa Romana e.V. dovette sottostare all'influenza del regime: nel comitato direttivo si dovettero introdurre posti per rappresentanti del Ministero per l'educazione e la propaganda del Reich; tutti gli ebrei e gli affiliati non conformi alle idee del partito, inoltre, furono esclusi dall'associazione. Nonostante il minaccioso influsso del nazismo sull'amministrazione di Villa Romana, fu possibile nominare il pittore Hans Purrmann suo nuovo direttore nel 1935. Grazie all'appoggio dell'allora consulente capo della Deutsche Bank Hans-Alfons Simon, che fu in grado di arginare i soprusi dei nazisti, la residenza fiorentina divenne un inviolato - per quanto più volte minacciato - "centro di semi-emigrazione" per artisti tedeschi. Lo stesso Purrmann dovette venire a sapere, nel 1937, che una delle sue opere era stata esposta nella mostra diffamatoria di "arte degenerata" (Entartete Kunst). Altri artisti tedeschi screditati dal Terzo Reich - tra cui Emy Roeder, vincitrice del Premio Villa Romana nel 1936 - poterono trovare a Firenze un luogo di rifugio. Ufficialmente, tuttavia, la scelta dei borsisti negli anni della dittatura dovette attenersi alle tendenze stilistiche del regime: artisti dichiaratamente avanguardisti furono respinti a favore di esponenti dell'arte moderna più moderati, come l'arcaizzante Toni Stadler, seguace dell'ideologia nazista.
Dopo l'armistizio italiano nel 1943, la colonia di artisti tedeschi dovette lasciare Firenze e nel 1945 l'immobile fu nuovamente confiscato dallo Stato italiano. Negli anni successivi a Villa Romana continuarono a vivere artisti, ma questa volta italiani: tra loro Adriana Pincherle (pittrice e sorella di Alberto Moravia), Onofrio Martinelli, Giovanni Colacicchi. A partire dal 1948, l’ex-direttore della villa Hans Purrmann e il Presidente della Repubblica federale Theodor Heuss s'impegnarono nelle trattative per la restituzione della residenza, approvata nell'estate del 1953 da un "comitato di alleati internazionale". Nel frattempo era stata riportata in vita anche l'associazione Villa Romana e.V., nel 1949. Nel '58 giunse in via Senese lo scultore Kurt Hermann Rosenberg come nuovo direttore della casa, al quale seguì il pedagogo e burattinaio Harro Michael Siegel nel 1964.
Tra gli anni '60 e '70 furono residenti a Villa Romana artisti che contribuirono a dare un nuovo impulso all'istituzione: Johannes Gecelli, Peter Brüning e Horst Antes; nel 1965 Georg Baselitz e cinque anni più tardi Markus Lüpertz e Ben Willikens.
Willikens invitò a Firenze Joachim Burmeister, che diventò poco più tardi direttore di Villa Romana, esercizio che svolse per i successivi trentaquattro anni.

### Dagli anni '70 al 2006
Il 1º marzo 1972 ebbe inizio la direzione di Joachim Burmeister, che segnerà la vita artistica di Villa Romana fino al 2006.
All'inizio degli anni '70, l'istituzione dovette confrontarsi con sfide significative: il suo stato e la sua rilevanza di illustre residenza per promettenti artisti tedeschi erano messi seriamente in discussione.
Per aprire Villa Romana ai discorsi e agli approcci artistici in corso a quell'epoca, Burmeister intraprese una politica di rinnovamento, riassumibile nel motto: "Disfarsi dell'inopportuno pathos per il Bel Paese a favore di uno sguardo sobrio verso l'Italia". Voleva evitare che la villa si paralizzasse a museo di se stessa, permettendo invece che si affermasse, sebbene al di fuori dei grandi centri di produzione artistica, come un punto nodale nella rete internazionale.
A questo scopo, Burmeister introdusse atelier per artisti ospiti nella villa e cercò di aprire l'istituzione al pubblico. Una delle iniziative che prese a questo scopo, fu l'apertura del "Salone Villa Romana" in una delle sale storiche della casa, affidandolo alla curatela della prima moglie Katalyn Burmeister. Qui furono allestite, tra il 1979 e il 2004, circa cinque mostre all'anno, per lo più di artisti tedeschi e italiani.
Inoltre, la scelta dei borsisti si rivolse più consapevolmente, a partire dagli anni '70, agli sviluppi artistici internazionali. Lo testimonia la partecipazione di molti ex-borsisti a documenta 6, curata da Manfred Schneckenburger nel 1977: Dorothee von Windheim, Heinz-Günter Prager e Alf Schuler, Nikolaus Lang, Michael Buthe e Anna Oppermann.
Dopo il riuscito rinnovamento di Villa Romana ad opera di Burmeister negli anni '70, il suo posizionamento istituzionale nella scena artistica internazionale tornò a scemare negli anni successivi. La villa fu stilizzata ad "arcadia della modernità". Per questo, alla fine del mandato di Burmeister nel 2006, era necessaria una nuova svolta nella vita artistica della residenza, della quale si occupò la direttrice entrante Angelika Stepken. Per prima cosa, tra il 2006 e il 2007, la casa venne ingentemente ristrutturata con mezzi provenienti dal governo federale tedesco.

### Dal 2006 a oggi
La curatrice e critica d'arte Angelika Stepken - fino al 2006 direttrice del Badischer Kunstverein a Karlsruhe - si è dedicata intensamente a ridefinire il profilo di Villa Romana, cercando fin dall'inizio del suo mandato di concepire l'istituzione e le sue possibilità a partire "più dai contenuti che dall’atmosfera". Ha intensificato coerentemente la collaborazione con gli artisti così come la comunicazione e la cooperazione sul piano locale e internazionale, ha snellito il processo della giuria del Premio Villa Romana, concepito un programma di mostre ed eventi pubblici, introdotto nuovi formati di produzione del sapere interdisciplinare e reso il luogo oggetto di poliedriche ricerche storico-critiche. Ha allargato la ristretta prospettiva italo-tedesca ad un campo d’azione a 360 gradi, invitando numerosi artisti ospiti, per lo più dall'area mediterranea. Insieme all’apertura di una seconda e più grande sala espositiva al pianterreno della villa, il grande giardino di 1,5 ettari è stato reinterpretato come spazio di pensiero e di azione, attraverso un lungo processo in collaborazione con gli architetti paesaggisti di atelier le balto. Dal 2011, inoltre, può essere utilizzato nel giardino un padiglione temporaneo di 80 metri quadrati. Il primo progetto era stato concepito dal giovane studio di architettura "Avatar", sostituito nell'autunno 2017 da un nuovo padiglione ad opera dell'architetto fiorentino Claudio Nardi.
Dal 2011, infine, la radio di arte contemporanea indipendente "Radio Papesse" ha sede a Villa Romana, di cui accompagna il programma con interviste, live-streaming e dialoghi con artisti.
Sotto la direzione di Stepken, si sono aggiudicati il Premio Villa Romana molti giovani artisti provenienti dalla Germania che hanno saputo affermarsi con successo nella scena artistica internazionale degli ultimi anni: tra gli altri, Clemens von Wedemeyer (partecipante a documenta 13), Henrik Olesen (vincitore del Premio Wolfgang Hahn), Vincent Vulsma (partecipante alla 6ª Biennale di Berlino nel 2010), Petrit Halilaj e Yorgos Sapountzis (partecipanti alla 57ª Biennale di Venezia nel 2017). Il numero di artiste tra i vincitori del premio è inoltre notevolmente aumentato.
Dal Dicembre 2022 la nuova direttrice di Villa Romana è la storica dell'arte e curatrice Elena Agudio - fino al 2023 co-direttrice artistica dello spazio indipendente SAVVY Contemporary a Berlino.  

### Giardino
Villa Romana è circondata da un giardino di 1,5 ettari, composto da diverse zone: un prato in declivio, un oliveto, un frutteto e un giardino storico "alla toscana", una tipologia di giardino all'italiana, con siepi di alloro e cipressi. Per la maggior parte, il giardino fu installato nella sua forma attuale tra gli anni '70 e '90, finché non assunse l'aspetto di una fitta boscaglia. Per questo, nel 2008, sotto la direzione di Stepken, sono stati invitati artisti, architetti paesaggisti e storici dell'arte per sviluppare nuovi concetti relativi al significato e al futuro del giardino. A partire da questa occasione,  è stata affidata per anni allo studio franco-tedesco di architetti paesaggisti Atelier le balto la ridefinizione dell'intera area: la siepe di alloro è stata ribassata, la magnolia potata, il boschetto di bambù diradato; è stata creata una "stanza" dietro al salone con vista sul giardino e creata una piattaforma di bambù nel folto del cespuglio di alloro. Gli olivi sono stati potati, la terra arata; è stato riportato in vita un sentiero orlato di iris che si snoda lungo il muro perimetrale e ripristinata una terrazza con vista su Firenze. Da allora Atelier le balto viene invitato regolarmente nella villa per monitorare lo stato del giardino e rielaborare sempre nuovi spazi, canali visivi e relazioni tra le zone all'interno e all'esterno del giardino.
La loro attività pratica di giardinaggio ha inoltre trovato un approfondimento teorico durante le Semaines de Jardin. In quest'occasione, nel settembre 2009 e 2010, sono stati coinvolti studenti master, botanici, filosofi, architetti, cuochi e artisti in seminari, esercizi, discussioni pubbliche e manifestazioni artistiche serali per l’ulteriore sviluppo concettuale del giardino.

## Il Premio Villa Romana

### Premio
A partire dalla fondazione della residenza fiorentina nel 1905, viene rilasciato ogni anno il Premio Villa Romana, il più antico premio tedesco per artisti. A riceverlo sono artisti di spicco, per lo più giovani, residenti in Germania, ai quali è data la possibilità di approfondire la propria ricerca durante un soggiorno di dieci mesi a Firenze.
Ai - generalmente - quattro vincitori annuali del premio vengono messi gratuitamente a disposizione, nel periodo tra il 1º febbraio e il 30 novembre, un atelier ed un appartamento arredato all'interno della villa. Durante la propria residenza, i premiati ricevono anche, attualmente, una borsa di studio mensile di 1.500 €.
A comporre la giuria vengono nominati ogni anno artisti a curatori di rilievo. Nel 2018 hanno fatto parte della giuria il curatore Bonaventure Soh Bejeng Ndikung, Curator at Large di documenta 14 e fondatore del progetto SAVVY Contemporary a Berlino, e il pluripremiato artista residente a Berlino Nasan Tur.
Nel corso della propria permanenza a Villa Romana i borsisti possono proporre a loro volta artisti, ricercatori o altri partner per brevi soggiorni nella casa.
All'inizio della propria residenza a Firenze, tutti i premiati espongono nelle sale della villa; alla fine del soggiorno, preparano insieme una pubblicazione sotto forma di libro d’artista, che in genere viene poi presentato pubblicamente a Berlino.

### Vincitori del Premio

#### Dal 1905 al 1914
- 1905: Ulrich Hübner, Georg Kolbe, Richard Pietzsch, Kurt Tuch, Max Kurzweil
- 1906: Max Beckmann, Dora Hitz, Käthe Kollwitz, Hermann Schlittgen
- 1907: Martin Brandenburg, Georg Burmester, Fritz Mackensen
- 1908: Ernst Barlach, Richard Dreher, Wilhelm Groß, Heinrich Tscharmann
- 1909: Paul Baum, Willi Geiger, Adolf Schinnerer
- 1910: Karl Albiker, Otto Höger, Hans Meid
- 1911: Ludwig Cauer, Otto Höger, Fritz Rhein
- 1912: Theo von Brockhusen, Alexander Gerbig, Georg Greve-Lindau
- 1913: Karl Caspar, Moriz Melzer, Erich Stephani
- 1914: Otto Richard Bossert, Bernhard Hasler, Wilhelm Laage

#### Dal 1928 al 1943
- 1928: Gerhard Marcks
- 1929: Joseph Fassbender, Karl Schmidt-Rottluff
- 1930: Josef Henselmann
- 1931: Xaver Fuhr
- 1932: Hans Christof Drexel, Charles Crodel
- 1933: Johannes Sass
- 1934: Otto Freytag
- 1935: Philipp Harth, Wilhelm Maly
- 1936: Emy Roeder, Arthur Degner
- 1937: Toni Stadler
- 1938: Helmut Ruhmer
- 1939: Fritz Bernuth
- 1940: Rudolf Riester
- 1941: Hans Breker, Karl Clobes, Walter Rössler
- 1942: Oskar Kreibich, Hubertus Nikolaus Lang, Karl Paul Egon Schiffers (Kreibich und Schiffers konnten nicht nach Florenz reisen)
- 1943: Wilhelm Hausmann, Kurt Lambert, Walter Wichmann

#### Dal 1959 al 1969
- 1959: Theo Bechteler, Peter Herkenrath, Carl-Heinz Kliemann, Toni Stadler
- 1960: Johannes Geccelli, Jochen Hiltmann, Guido Jendritzko, Harry Kögler
- 1961: Peter Brüning, Erwin Eichbaum, Wilhelm Hausmann, Wolfgang vom Schemm
- 1962: Horst Antes, Gerson Fehrenbach, Paran G’schrey, Hans Kock
- 1963: Friedrich Karl Gotsch, Günter Ferdinand Ris, Ursula Sax, Horst Skodlerrak
- 1964: Clemens Fischer, Winfred Gaul, Utz Kampmann, Rolf Szymanski
- 1965: Georg Baselitz, Franz Bucher, Rainer Küchenmeister, Ludwig Meidner
- 1966: Hans Baschang, Dietlinde Stengelin, Helmut Sundhaußen, Göta Tellesch
- 1967: Bernd Berner, Buja Bingemer, Horst Lerche, Michael Schwarze
- 1968: Franz Bernhard, Rolf-Gunter Dienst, Hildegart Lutze, Gatja Helgart Rothe, Simon Dittrich
- 1969: Heinrich Brummack, Bernd Damke, Wolf Kahlen, Joachim Schmettau

#### Dal 1970 al 1979
- 1970: Markus Lüpertz, Ansgar Nierhoff, Michael Schoenholtz, Ben Willikens
- 1971: Peter Ackermann, Hermann Albert, Christa Dichgans, Jürgen Paatz
- 1972: Klaus Fußmann, Edgar Gutbub, Max G. Kaminski, Hansjerg Maier-Aichen
- 1973: Hede Bühl, Nino Malfatti, Jobst Meyer, Hans Peter Reuter
- 1974: Kurt Koch, Christiane Maether, Heinz-Günter Prager, Arthur Stoll
- 1975: Claudia Kinast, Bernd Klötzer, Alf Schuler, Dorothee von Windheim
- 1976: Michael Bette, Michael Buthe, Nikolaus Lang, Bertram Weigel
- 1977: Jakob Mattner, Anna Oppermann, Heinz Schanz, Gottfried Wiegand
- 1978: Abraham David Christian, Elena Engel, Christiane Möbus, Walter Stöhrer
- 1979: Johannes Brus, Friedemann Hahn, Inge Höher, Mechtild Nemeczek

#### Dal 1980 al 1989
- 1980: Fritz Gilow, Rainer Mang, Reinhard Pods, Gerd Rohling
- 1981: Frank Dornseif, Bruno Erdmann, Dieter Kraemer, Günter Tuzina
- 1982: Gundi Bindernagel, Karl Bohrmann, Marina Makowski, Eva-Maria Schön
- 1983: Martin Rosz, Norbert Tadeusz, Nicole Van den Plas, Michael Witlatschil
- 1984: Rolf Behm, Doris Hadersdorfer, Georg Meissner, Marianne Pohl
- 1985: Cordula Güdemann, Paul Herberg, Sabine Krasel, Wilhelm Weiner
- 1986: Andreas Bindl, Dietz Eilbacher, Andreas Grunert, Max Neumann,
- 1987: Lisa Hoever, Bernd Minnich, Thomas Virnich, Jochen Zellmann, Karl-Heinz Krause
- 1988: Nikifor Brückner, Gabriela Dauerer, Walter Kütz, Klaus Schmetz
- 1989: Jörg Eberhard, Bernd Jünger, Gisela Kleinlein, Berthold Langnickel

#### Dal 1990 al 1999
- 1990: Albert Borchardt, Galli, Hermann Josef Mispelbaum, Norbert Radermacher
- 1991: Vera Leutloff, Eberhard Wagner (Maler), Barbara Wille, Carl Emanuel Wolff
- 1992: Sybille Berke, Katharina Grosse, Klaus Gärtner, Bernd Mechler
- 1993: Andreas Bee, Jochem Hendricks, Marko Lehanka, Hans-Willi Notthoff
- 1994: Herbert Bardenheuer, Karin Sander, Michel Sauer, Martin Steiner
- 1995: Isa Dahl, Wolfgang Hambrecht, Andreas Sansoni, Jörg Spamer
- 1996: Irene Blume, Christiane Dellbrügge und Ralf de Moll, Maik und Dirk Löbbert, Michael Munding
- 1997: Franz Baumgartner, Martin Schmidt, Walter Schreiner, Barbara von Wienskowski
- 1998: Brunner/Ritz, Tobias Gerber, Peter Herrmann, Andreas Schön
- 1999: Heiner Blumenthal, Andreas Bunte, Daniel Knorr, Gregor Schneider, Vincent Tavene

#### Dal 2000 al 2009
- 2000: Thomas Eller, Michael Kutzner, Simon Vogel, Amelie von Wulffen
- 2001: Simone Böhm, Dorothea Goldschmidt, Stephan Gripp, Dieter Vieg
- 2002: Barbara Heim, Hannes Norberg, Daniela Trixl, Christina Zück
- 2003: Sven-Ole Frahm, Gelke Gaycken, Norbert Küpper, Markus Vater, Christian Frosch
- 2004: Ralf Brück, Monika Kapfer, Christian Schwarzwald, Jörg Wagner
- 2005: Robert Klümpen, Alexander Laner, Ulla Irina Rossek, Constantin Wallhäuser
- 2006: Andrea Hanak, Simon Dybbroe Møller, Anna Kerstin Otto, Stefan Thater
- 2007: Andrea Faciu, Barbara Kussinger, Silke Markefka, Michail Pirgelis
- 2008: Dani Gal, Julia Schmidt, Asli Sungu, Clemens von Wedemeyer
- 2009: Olivier Foulon, Kalin Lindena, Eske Schlüters, Benjamin Yavuzsoy

#### Dal 2010 al 2019
- 2010: Anna Heidenhain, Sebastian Dacey, Anna Möller, Martin Pfeifle
- 2011: Nora Schultz, Rebecca Ann Tess, Vincent Vulsma, Thomas Kilpper, Henrik Olesen
- 2012: Nine Budde, Wolfgang Breuer, Sophie Reinhold, Yorgos Sapountzis
- 2013: Shannon Bool, Heide Hinrichs, Daniel Maier-Reimer, Mariechen Danz
- 2014: Ei Arakawa, Natalie Czech, Loretta Fahrenholz, Petrit Halilaj, Sergei Tcherepnin, Alvaro Urbano
- 2015: Alisa Margolis, Johannes Paul Raether, Judith Raum, Anike Joyce Sadiq
- 2016: Flaka Haliti, Stefan Vogel, Nico Joana Weber, Jonas Weichsel
- 2017: Andrea Bellu, Matei Bellu, Carina Brandes, Kasia Fudakowski, Stefan Pente, Farkhondeh Shahroudi
- 2018: Jeewi Lee, Christophe Ndabananiye, Lerato Shadi, Viron Erol Vert
- 2019: KAYA, Marcela Moraga, Christian Naujoks, Rajkamal Kahlon

#### Dal 2020
- 2020: Özlem Altin, Lydia Hamann und Kaj Osteroth, Alice Peragine, Amelia Umuhire
- 2021: Pauline Curnier Jardin, Lene Markusen, Musa Michelle Mattiuzzi, Giuseppe Stampone

## Il programma
Villa Romana non si definisce solo come residenza d'artisti, ma come centro di produzione d'arte contemporanea e di scambio internazionale: parallelamente al soggiorno annuale dei borsisti, ha luogo nella villa un vasto programma di mostre ed eventi pubblici.

### Mostre
All'inizio della propria residenza, i rispettivi vincitori del Premio Villa Romana sono invitati ad esporre collettivamente una selezione delle proprie opere. Nelle sale storiche al pianterreno della villa, vengono inoltre allestite mostre di artisti locali e internazionali. I maggiori punti di interesse sono tanto la produzione artistica contemporanea, quanto la riflessione su episodi storico-artistici più o meno recenti, a partire dalla prospettiva fiorentina. Esempi sono stati, nel 2017: l’esposizione su Giuseppe Chiari con opere dalla collezione Block e la mostra sulla manifestazione artistica "Umanesimo, Disumanesimo 1890/1980" tenutasi a Firenze nel 1980, con materiale d’archivio della curatrice Lara Vinca Masini.
Numerose mostre hanno luogo anche al di fuori della villa, come nell'Ambasciata d'Italia a Berlino nel 2015 o alla Kunsthalle della Repubblica federale tedesca a Bonn nel 2014.

### Open Studios
All'inizio della sua attività a Villa Romana, Angelika Stepken ha introdotto nel programma della residenza un evento pubblico diventato negli anni uno dei più amati e più frequentati: si tratta degli Open Studios, che si tengono ogni anno il primo sabato di settembre. In quest’occasione, i vincitori del Premio Villa Romana aprono i rispettivi atelier e mostrano al pubblico i propri lavori e ricerche attuali. Artisti e musicisti internazionali completano il programma con installazioni, video, performance e concerti nelle sale della villa e nel giardino.

### Dialoghi mediterranei
Dal 2007 Villa Romana dedica un'attenzione particolare al dialogo con la regione mediterranea. Artisti ospiti provenienti, per esempio, dal Marocco, l'Algeria, l'Egitto, il Libano, la Palestina, la Siria, il Kosovo e l'Albania vengono invitati a brevi soggiorni nella residenza, per partecipare a mostre, simposi e manifestazioni. In questo modo si è creato nel corso degli anni una dinamica rete di collaborazioni, conoscenze e amicizie tanto con i borsisti di Villa Romana, quanto con il pubblico italiano.
I "dialoghi mediterranei" intendono ampliare lo sguardo verso "il sud" dell'istituzione tedesca oltre i confini italiani, guardando ai paesi del Mediterraneo come ad attori significativi nello scambio e nel dialogo sulle attuali pratiche e condizioni di produzione artistica. In questo, Villa Romana indaga in questo modo prospettive decolonialiste, riuscendo a trattare, nel contesto fiorentino, le narrazioni storiche della modernità europea attraverso nuovi formati di produzione del sapere.
Nel 2017 hanno contribuito ai dialoghi mediterranei, per esempio, gli artisti Bassel Al Saadi (Damasco) e Faton Mazreku (Malishevë, Kosovo) e il team di Fehras Publishing Practices (Damasco/Berlino).

### Music@villa
Dal 2010 anche la produzione musicale contemporanea occupa un ruolo importante nel programma di Villa Romana: uno o due volte all'anno, i musicisti italiani Francesco Dillon ed Emanuele Torquati curano la serie di concerti "music@villa". In quest’occasione, nascono sempre nuove collaborazioni su scala internazionale, al confine tra avanguardia contemporanea e musica elettronica.

### Altri eventi
Numerosi workshop e performance, dialoghi con artisti e discussioni, conferenze e simposi, concerti e programmi cinematografici in collaborazione con ospiti locali e internazionali, completano il vasto programma di Villa Romana. La residenza d'artisti si confronta così con i recenti dibattiti d'arte e d'attualità, definendosi come centro di produzione d'arte contemporanea e di scambio internazionale.

## Enti promotori e finanziatori
Fondato nel 1906 per volere del Deutscher Künstlerbund, l'associazione Villa Romana e.V. funge da allora come promotore della residenza e istitutore del Premio Villa Romana.
L'associazione si finanzia per la maggior parte attraverso elargizioni di finanziatori privati, quali imprese, fondazioni e soggetti privati. I finanziatori principali che da anni sostengono la villa sono la fondazione Deutsche Bank Stiftung e la Delegata del governo federale per la Cultura e i Media. Attualmente, co-finanziano l'attività di Villa Romana anche: Daimler AG, Deutsche Bank AG, Dr. Egon und Hildegard Diener-Stiftung, Dr. Arend Oetker, Dr. Brigitte Oetker.

## Pubblicazioni
- Gadenz Ilaria/Stepken Angelika (ed.), Maria Gloria Bicocchi, Giancarlo Cardini, Alvin Curran, Gian Piero Frassinelli, Daniele Lombardi, Paolo Masi, Lara Vinca Masini, Gianni Pettena, Renato Ranaldi parlano di/sprechen über Giuseppe Chiari, VfmK Verlag für moderne Kunst GmbH, Vienna 2017
- Villa Romana e.V. (ed.), Villa Romana-Preisträger 2016. Flak Haiti, Stefan Vogel, Nico Jana Weber, Jonas Weichsel, argobooks, Berlino 2017
- Darwich Kenan/Nicolas Omar/Rustom Sami (ed), When the Library was Stolen. On the Private Archive of Abd Al-Rahman Munif, Fehras Publishing Practices, Berlino 2017
- Stepken Angelika/Troelenberg Eva-Maria/Danz Mariechen (ed.), Unmapping the Renaissance. Ein gemeinsames Projekt der Villa Romana, Florenz un der Max-Planck-Forschungsgruppe „Objects in the Contact Zone“ am Kunsthistorischen Institut in Florenz - Max-Planck-Institut, VfmK Verlag für moderne Kunst GmbH, Vienna 2015
- Villa Romana e.V. (ed.), Villa Romana-Preisträger 2015. Alisa Margolis, Anike Joyce Sadiq, Judith Raum, Johannes Paul Raether, argobooks, Berlino 2016
- Villa Romana e.V. (ed.), Renato Ranaldi. Timparmonico, 1971; Teoria, 1976, Mancamenti, 1978, argobooks, Berlino 2014
- Villa Romana e.V. (ed.), Villa Romana-Preisträger 2014. Ei Arakawa, Natalie Czech, Loretta Fahrenholz, Petrit Halilaj, Sergei Tcherepnin, Alvaro Urbano, argobooks, Berlino 2015
- Macías Juan Pablo (ed.), José Otiticica. The Anarchist Doctrine Accessible to All, Livorno 2014
- Kunst- und Ausstellungshalle der Bundesrepublik Deutschland GmbH, Bonn (ed.), Villa Romana. Gegenwart eines Künstlerhaus, Druckverlag Kettler GmbH, Bönen 2013
- Villa Romana e.V. (ed.), Villa Romana-Preisträger 2013. Mariechen Danz, Daniel Maier-Reimer, Heide Hinrichs, Shannon Bool, argobooks, Berlino 2014
- Villa Romana, Florenz/Gagliardi Art System, Turin, Mario Rizzi. The Waiting, argobooks, Berlino 2013
- Villa Romana e.V. (ed.), Ketty La Rocca. Supplica per un’appendice. Texte 1962-1976, Archive Books, Berlino 2012
- Villa Romana e.V. (ed.), Gianfranco Baruchello. Esercizi/Übungen, Archive Books, Berlino 2012
- Villa Romana e.V. (ed.), Villa Romana-Preisträger 2012. Yorgos Sapountzis, Sophie Reinhold, Nine Budde, argobooks, Berlino 2013
- Villa Romana e.V. (ed.), Edition der Villa Romana-Preisträger 2011. Thomas Kilpper, Henrik Olesen, Nora Schultz, Rebecca Ann Tess, Vincent Vulsma, argobooks, Berlino 2012
- Latronico Vincenzo (ed.): Gegenmittel bei Abwesenheit von Reiner Ruthenbeck, Archive Books, Berlino 2011
- Villa Romana e.V. (ed.), Filippo Manzini, Carlo Cambi Editore, Poggibonsi (SI) 2010
- Villa Romana e.V. (ed.), Villa Romana-Preisträger 2010. Sebastian Dacey, Anna Möller, Martin Pfeifle, Anna Heidenhain, argobooks, Berlino 2011
- Villa Romana e.V. (ed.), Ogni sempre. Villa Romana-Preisträger 2009. Kalin Lindena, Olivier Foulon, Eske Schlüters, Benjamin Yavuzsoy, argobooks, Berlino 2010
- Villa Romana e.V. (ed.), Freisteller. Villa Romana-Preisträger 2008. Dani Gal, Julia Schmidt, Asli Sungu, Clemens von Wedemeyer, Verlag für moderne Kunst, Norimberga 2009
- Villa Romana e.V. (ed.), Villa Romana-Preisträger 2006/2007. Andrea Faciu, Barbara Kussinger, Silke Markefka, Michail Pirgelis, Andrea Hanak, Simon Dybbroe Møller, Anna Kerstin Otto, Stefan Thater, Verlag für moderne Kunst, Norimberga 2008